# Tereza Hyťhová
Tereza Hyťhová (* 23. února 1995 Teplice) je česká politička a pedagožka. V letech 2017 až 2021 byla poslankyní Poslanecké sněmovny PČR, v letech 2016 až 2020 zastupitelka Ústeckého kraje. Byla členkou hnutí SPD, které ale opustila v červenci 2020, když vstoupila do hnutí Trikolóra. A v letech 2022 až 2024 byla místopředsedkyně strany Trikolora. Momentálně je členkou strany PRO 2022.

## Život
Vystudovala střední pedagogickou školu. Dále vystudovala v roce 2020 učitelství se zaměřením na speciální pedagogiku na Pedagogické fakultě Univerzity Jana Evangelisty Purkyně v Ústí nad Labem. V rámci pedagogické praxe učila na základních školách.
Tereza Hyťhová žije ve městě Krupka na Teplicku.

## Politické působení
V komunálních volbách v roce 2014 kandidovala jako nestraník za hnutí Úsvit do Zastupitelstva města Krupka, ale neuspěla.
Později se stala členkou hnutí SPD a předsedkyní krajské organizace. V krajských volbách v roce 2016 byla zvolena jako členka SPD na kandidátce subjektu „Koalice Svoboda a přímá demokracie – Tomio Okamura (SPD) a Strana Práv Občanů“ zastupitelkou Ústeckého kraje. Stala se tak nejmladší zvolenou krajskou zastupitelkou pro volební období 2016 až 2020. Na přelomu let 2016 a 2017 se dostala do veřejného povědomí svým návrhem na uzavření Integračního azylového střediska v ústecké části Předlice, jelikož podle jejích slov znamená bezpečnostní riziko pro tamější občany. V krajských volbách v roce 2020 již nekandidovala.
Je kritičkou EU. Například tvrdí, že Unie není spolkem rovnoprávných států, ale diktátem jako v dobách socialismu. Zároveň je obhájkyní vystoupení ČR z EU.
Veřejně vyjádřila pochopení lidem, kteří na internetu verbálně útočili na žáky první třídy ZŠ Teplice, Plynárenská a vyhrožovali jim likvidací.
Ve volbách do Poslanecké sněmovny PČR v roce 2017 byla lídryní hnutí SPD v Ústeckém kraji a z této pozice byla zvolena poslankyní. Dne 27. července 2020 oznámila na svém facebookovém profilu, že ukončila členství v SPD a jejím poslaneckém klubu a ve sněmovně bude spolupracovat s hnutím Trikolóra. Svůj krok zdůvodnila tím, že dle svých slov už delší dobu poznávala podnikatelskou podstatu SPD a prohlásila, že politiku vnímá jako souboj hodnot a hájení názorů, nikoli jako způsob obživy nebo pěstování ega některých jedinců.
Ve volbách do Poslanecké sněmovny PČR v roce 2021 byla lídryní politické formace „Trikolora, Svobodní, Soukromníci" v Ústeckém kraji. Hnutí celostátně získalo jen 2,76 % hlasů, a svůj mandát tak neobhájila. Na sněmu hnutí Trikolora Svobodní Soukromníci v lednu 2022 byla zvolena řadovou místopředsedkyní strany. Ve funkci skončila v lednu 2024.
Ve volbách do Evropského parlamentu v červnu 2024 kandidovala jako členka PRO 2022 na 8. místě kandidátky koalice „PRO – Jindřicha Rajchla“ (tj. PRO 2022 a SV PRO ZS). Strana však získala pouze 2,15 % hlasů, takže neuspěla.